# Mirafra hypermetra
La alondra alirroja (Mirafra hypermetra) es una especie de ave paseriforme de la familia Alaudidae propia de África oriental.

## Área de distribución
El área de distribución de la alondra aliroja es muy amplio en Etiopía, Kenia, Somalia, Sudán, Tanzania y Uganda, con una extensión de ocupación estimada de 660.000 km².
Su población total todavía no se ha determinado, pero se cree que es elevada.

## Hábitat
Su hábitat natural son los pastizales secos subtropicales o tropicales de poca altitud.